# Карагаши

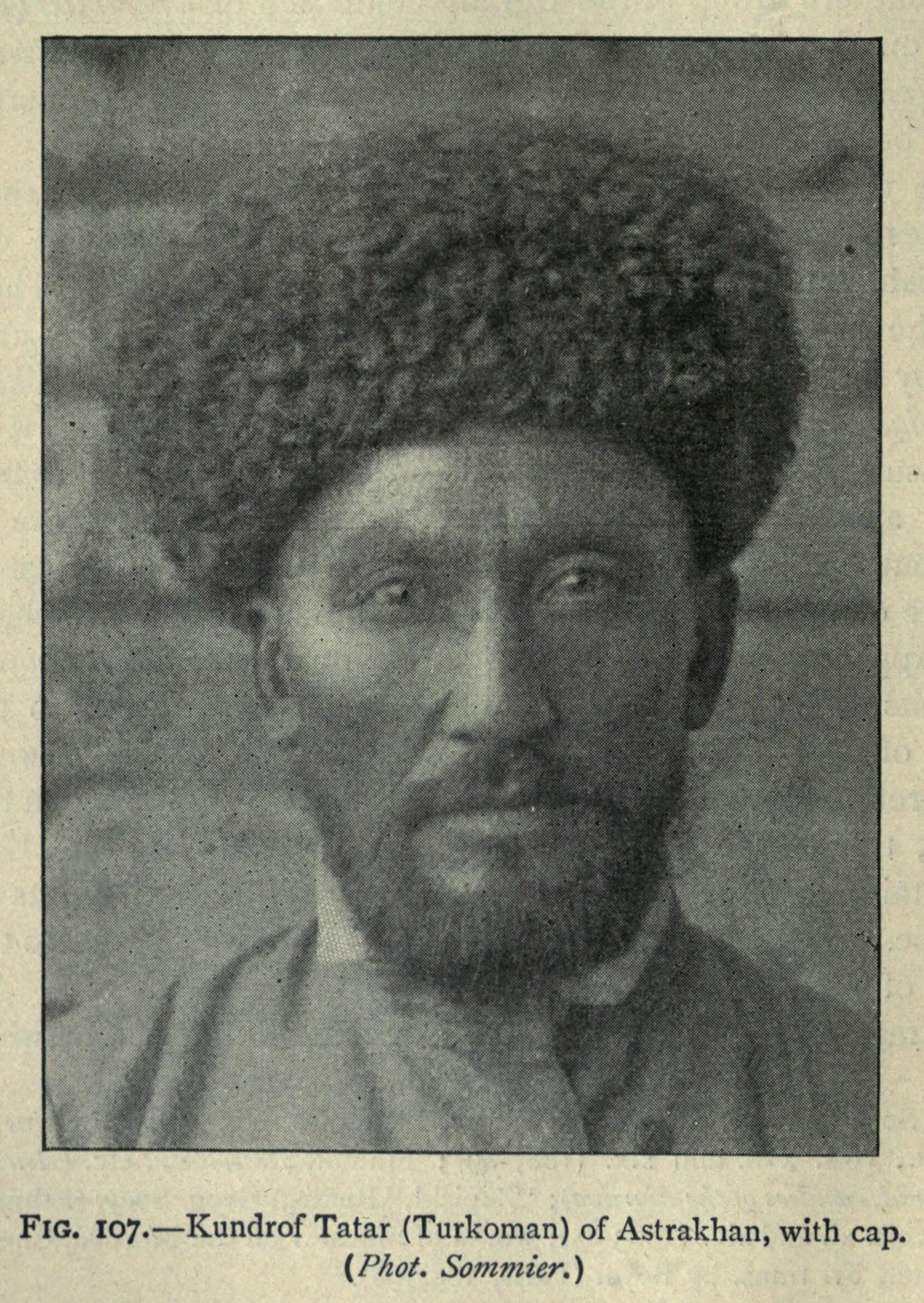
Кундровский татарин (1906 год)

Карага́ши (татары-карагачи, старое название — кундровские татары, самоназвание — карагаш-ногайлар, от кара агаш «чёрное дерево», тат. карагачлар) — этнографическая подгруппа астраханских татар (или же астраханских ногайцев), проживающая на территории Астраханской области.
В быту пользуются карагашским языком. Говорят также на литературном ногайском, татарском, казахском и русском языках. Исповедуют ислам суннитского толка ханафитского мазхаба.

## История
Происхождение карагашей связано с Малой Ногайской Ордой (Казыев улус), которая в середине XVI века отделилась от других ногайцев Волги и Урала и переселилась на Северный Кавказ. По преданиям, карагаши кочевали тогда в районе современного Пятигорска (Бештау). В 1720—1740-х гг. вместе с другими ногайцами Малой Ногайской Орды были подчинены калмыками и были переселены ханом Дондук-Омбо в 1740 году с Кубани в низовья Волги, до конца XVIII в. кочевали в пределах Калмыцкого ханства. В 1771 году после ликвидации Калмыцкого ханства были оставлены в Красноярском уезде Астраханской губернии, в официальных документах упоминаются как кундровские татары. В 1788 году были образованы два селения карагашей — Сеитовка и Ходжетаевка, во 2-й пол. XIX в. — другие поселения на левобережье Волги, в нач. XX в. — в окрестностях Астрахани.
Делились на роды и 4 племени (куб): найман, ас, мангыт и отделившиеся от найманов тобетпес. Каждый род управлялся советом старейшин (маслагат), имел свою мечеть и место на кладбище, тамгу и боевой клич. Отдельные роды в составе карагашей образовывали жившие вместе с карагашами мангышлакские туркмены (туркпен) и казанские татары (каракалпак), в конце XVIII — начале XIX вв. служившие в армии, потом покинувшие её, жившие в казахской Букеевской Орде и во 2-й пол. XIX в. приписанные к обществу карагашей (калпак). Некоторые группы карагашей, тесно связанные с казахами Букеевской орды, испытали влияние казахского языка и культуры, во 2-й четверти — середине XIX в. переселились к Ханской Ставке (село Хан Ордасы в современной Западно-Казахстанской области в Казахстане).
Карагаши Г. О. Авляевым упоминаются в числе калмыцких родов, а также в числе народностей, в этногенезе которых приняли участие калмыцкие элементы. По сведениям Ю. А. Евстигнеева, основу карагашей составили монгольские по происхождению племена мангыты, найманы и салджиуты, смешавшиеся с кыпчаками, язык которых лёг в основу языка карагашей.
В рамках политики унификации малых народов с 1926 года в переписях карагаши записывались татарами
, преподавание в школах, как и до революции, велось на татарском языке. С 1964 — на русском языке.
С конца 1980-х годов у карагашей идёт процесс возрождения самосознания и ногайской культуры, устанавливаются тесные контакты с ногайцами Северного Кавказа. В 1990-х гг. в некоторых школах введено преподавание ногайского языка и литературы. Однако, с 2020 года, во всех школах, где татарский язык заменили на ногайский, преподавание ногайского языка, даже факультативно не ведётся.
В 1991 в Астрахани создано общество ногайской культуры «Бирлик», в 2003 — Молодёжный центр ногайской культуры «Эдиге». Проводятся ежегодные межрегиональные «Джанибековские чтения», Дни ногайской культуры, создаются песенные и танцевальные коллективы.
При этом сохраняется тесная связь с татарским культурным ареалом, особенно в городской местности, то есть можно говорить не о смене, а о расширении культурного поля карагашей. Как одно из следствий связи с татарским миром можно отметить и обратное влияние ногайского языка и культуры на язык и культуру татар Астрахани и Астраханской области. Браки между карагашами и татарами не воспринимаются как смешанные как внутри карагашской общности, так и у татар и у окружающих народов. Одновременно с этим в некоторых местах (с. Малый Арал) наблюдаются интенсивные взаимные ассимиляционные процессы с казахским населением.
Одной из проблем современных карагашей стала разработка газового месторождения в районе их компактного проживания, создавшая необходимость их переселения из санитарно-защитной зоны и как следствие ускорение ассимиляции.

## Расселение и численность
Компактно проживают в Красноярском районе, селе Лапас Харабалинского района, селе Растопуловка Приволжского района и пригородных посёлках Астрахани — Кири-Кили, Свободный, Янго-Аул и мкр. Бабаевского.
Численность оценивается на 4570 человек, в переписи же причисляет себя к татарам, либо к ногайцам, так по переписи 2010 лишь 16 человек указали карагашскую национальность.

## Культура
Основное традиционное занятие — полукочевое скотоводство. С кон. XIX века стали переходить к овощеводству, с нач. XX в. — к рыболовству. С коллективизацией кон. 1920 — нач. 1930-х гг. карагаши насильственно переводят на оседлость, рыболовство становится основным занятием. Сохраняется искусство изготовления туфяков (миндеров) с шёлковым чехлом с аппликацией (карга тил). До 1970-х гг. делали шерстяные ковры-киизы (кийиз). Калмыцкое влияние прослеживается в типе разборной юрты (караш уьй).

### Одежда
Характерны: мужской головной убор-папаха-кубанка, женские головной убор мезбек и бобровая шапка. Девушки до 1930-х гг. носили серьгу в правой ноздре (алка). Невеста надевала конический головной убор (саукеле) и покрывало (бой тастар), скрывавшее фигуру. Были распространены элементы татарской одежды (напр., женская расписная обувь или мужские тюбетейки), узбекские халаты и ткани для женской одежды.

### Кухня
Сохраняются блюда ногайской кухни:
- мелко порубленные ломтики отварного теста с мясом (турамша);
- тушёные внутренности с картофелем (кувырдак);
- солёный сыр (пслак);
- солёный сушёный на солнце творог (кырт);
- пшённая или рисовая каша на молоке (куже);
- кусочки варёного теста, заправленные кислым молоком (салма);
- обжаренные ломтики теста (бавырсак);
- лепёшки с фигурными краями (кыздармыш);
- хлеб, запечённый между двумя сковородами в золе (калакай),
- сладкий пирожок полукруглой формы и фестончатым швом с повидлом, урюком или изюмом (май бурек).

Из напитков употребляется чай с молоком, чай, сваренный на молоке (ногай-шай, кара-шай) кислое молоко (ак), в прошлом — кумыс из кобыльего и шуват — из верблюжьего молока.

### Свадебные обычаи
Для свадебного обряда (той) характерны обычаи знакомства родителей жениха и невесты ((исык)эсик ашар); привоза подарков от жениха (кода-туьсер-той); забоя скота на свадьбу (той мал сойнар); застолье на стороне невесты (кыз якында той) и жениха (икон той, то есть большой той); соревнование (джиин) мужчин в исполнении эпоса и стихотворных поздравлений; угощение невестой и её родственницами родных и друзей жениха чаем (келин шай) и др.

### Музыкальная культура
Эпические и бытовые песни (джыр, йыр, оьзин ногай джыр) исполняются мужчинами (без сопровождения). Известные певцы — Курбан-Гази из Керменчика и Мамбет Кыркуьйли (кон. XIX — нач. XX вв.), Абдулла Шамуков (1911-91) из с. Лапас. В XX веке были заимствованы элементы татарского песенного и танцевального фольклора.
Музыкальные инструменты — гармоника (саз, прежнее название кобыз) и бубен (кабал); до кон. 1990-х гг. сохранялась традиция игры на домбре.

## Религия
Сохранялась вера в мифических существ (албаслы, джалмауза, бир-танов, су-анасы и др.). Распространено почитание суфийского аулья (места погребения) Сеит Баба Ходжетайлы на кладбище у с. Малый Арал Красноярского района. Это практика языческая, не-исламская на базе доисламских верований.
Из карагашей вышли видные деятели просветительства и государственные деятели:
- А. И. Умеров (Гумари) (1866—1933) — религиозный деятель, проповедник идей джадидизма в Астраханском крае;
- А.-Х. Ш. Джанибеков (1879—1955), занимавшийся сбором фольклора и этнографией ногайцев, участвовавший в создании современной ногайской письменности;
- Р. М. Досмухамедов (р. 1966) — торговый представитель Российской Федерации в Соединенных Штатах Америки, бывший заместитель министра по налогам и сборам Российской Федерации